# Line Kloster
Line Kloster (27 de febrero de 1990) es una deportista de Noruega que compite en atletismo. Ganó una medalla de oro en el Campeonato Europeo de Atletismo por Equipos de 2019, en la prueba de 4 × 400 m.
Line Kloster adquirió su primera experiencia en campeonatos internacionales en 2011, cuando terminó séptima en los 400 metros del Campeonato de Europa Sub-23 de Ostrava con un tiempo de 54,18 segundos. En 2012, compitió con el equipo noruego de relevos de 4 x 400 metros en los Campeonatos de Europa de Helsinki, pero se quedó fuera de la final con un tiempo de 3:37,74 minutos. Al año siguiente, alcanzó las semifinales de los 400 metros en los Campeonatos de Europa en pista cubierta de Gotemburgo, donde fue eliminada con un tiempo de 52,78 s. En 2014, no superó la primera ronda de los 400 metros en los Campeonatos de Europa de Zúrich con un tiempo de 54,27 s y también fue eliminada en la eliminatoria preliminar de la competición de relevos con un tiempo de 3:36,67 min. En 2015, fue eliminada en la ronda preliminar de los Campeonatos de Europa en pista cubierta de Praga con un tiempo de 54,21 s y, al año siguiente, se quedó fuera de la final del relevo de los Campeonatos de Europa de Ámsterdam con un nuevo récord nacional de 3:31,73 min. En 2018, compitió en los 400 metros vallas del Campeonato de Europa de Berlín y fue eliminada en semifinales en 55,78 s. En 2020, ganó el GP Friidrott de Gotemburgo en 57,15 s. En 2021, ganó los Juegos de Kuortane en 56,45 s y luego participó en las vallas de los Juegos Olímpicos de Verano de Tokio, donde fue eliminada en la primera ronda con un tiempo de 56,45 s. Poco después, batió el récord nacional de los 200 metros lisos en La Chaux-de-Fonds con 23,11 s, sustituyendo a Helene Rønningen como plusmarquista.